# 알 후즈라트
알 후즈라트(الحجرات)는 꾸란의 49번째 장이다.
이 장에는 이슬람 예언자 무함마드에 대한 적절한 행동, 확인 없는 뉴스에 대한 행동 금지, 평화와 화해 촉구, 명예 훼손, 의심, 그리고 험담. 이 장은 또한 무슬림들 사이의 보편적인 형제애를 선언한다. 꾸란에서 가장 유명한 구절 중 하나인 13절은 무슬림 학자들이 인종과 혈통에 관한 평등을 확립하는 것으로 이해하고 있다. 오직 신만이 그의 경건에 따라 그의 고귀함을 결정할 수 있다.
| 이 전 알 파트흐 | 수라 49 (아랍어 원문) | 다 음 까프 |
| 1 2 3 4 5 6 7 8 9 10 11 12 13 14 15 16 17 18 19 20 21 22 23 24 25 26 27 28 29 30 31 32 33 34 35 36 37 38 39 40 41 42 43 44 45 46 47 48 49 50 51 52 53 54 55 56 57 58 59 60 61 62 63 64 65 66 67 68 69 70 71 72 73 74 75 76 77 78 79 80 81 82 83 84 85 86 87 88 89 90 91 92 93 94 95 96 97 98 99 100 101 102 103 104 105 106 107 108 109 110 111 112 113 114 |                       |            |